# Memorial militar la mormântul ostașilor căzuți în 1944 (Marianca de Sus)
Memorialul militar la mormântul ostașilor căzuți în 1944 este un monument amplasat în Marianca de Sus, raionul Căușeni, Republica Moldova. Este un monument istoric de importanță națională inclus în Registrul monumentelor Republicii Moldova ocrotite de stat cu nr. 148 (raionul Căușeni). Datează din 1949.